# Biotage
Biotage är ett globalt impact tech-bolag med huvudkontor i Uppsala. Företaget tillhandahåller lösningar för effektivare läkemedelsutveckling, analytisk testning samt vatten- och miljöanalys. 
Biotage utvecklar och säljer plattformslösningar för kemisk separation och syntes av nya substanser. Produkterna används bland annat vid forskning, utveckling och tillverkning av läkemedel samt för att förbereda patientprover, rättsmedicinska prover och miljöprover innan analys.
Biotage menar att företagets lösningar hjälper till att lösa olika samhällsproblem genom att effektivisera kundernas arbetsflöden och minska deras arbetsflöden. Kunderna finns inom forskning, läkemedelsindustri, hälso- och sjukvård, rättsmedicin, livsmedelsförsörjning och miljövård. 
År 2021 har Biotage cirka 485 anställda fördelade på elva platser i sju länder. Den egna säljorganisationen täcker 28 länder i Nordamerika, Europa och Asien. Genom distributörsnätverk säljs företagets lösningar i ytterligare ett stort antal länder i Sydamerika, Europa, Afrika, Mellanöstern och övriga Asien. Totalt finns Biotage närvarande i 70 länder över hela världen. Koncernens nettoomsättning uppgick år 2020 till 1.092 MSEK. 
Företaget hette tidigare Pyrosequencing AB och grundades 1997 av Pål Nyrén, Mostafa Ronaghi och Mathias Uhlén med finansiering av Healthcap. Bolaget var då specialiserat på att utveckla instrument för sekvensering av DNA-strängar med en teknik som utvecklats på KTH i Stockholm. Sedan dess har det svenska företaget etablerat sig runtom i världen och genomgått flera stora förändringar, inte bara genom förvärv utan också avyttringar längs vägen. 
Milstolpar
- 1997 DNA-sekvenseringsföretaget Pyrosequencing grundas.
- 2000 Bolaget börsnoteras.
- 2003 Amerikanska Biotage och deras teknik för flashrening förvärvas och i och med detta förvärv tillkommer det japanska dotterbolaget. Även svenska Personal Chemistry och deras teknik för mikrovågsyntes förvärvas.
- 2005	Renings- och processutvecklingssystem samt ett omfattande produkterbjudande inom SPE-förbrukningsvaror förvärvas från amerikanska Argonaut Technologies Inc.
- 2006 	V-10 Evaporator förvärvas från brittiska Vapourtec.
- 2008	Biosystems-divisionen och en andel i Corbett Life Sciences avyttras till tyska Qiagen.
- 2010	Förvärv av Svenska MIP Technologies och deras polymerteknik samt produktlinjerna RapidTrace och TurboVap från amerikanska Caliper Life Sciences.
- 2011	Dotterbolag etableras i Kina.
- 2016	Dotterbolag etableras i Sydkorea och investering görs i biomolekyluppreningsteknik och -expertis i Danmark.
- 2017	Dotterbolag etableras i Indien.
- 2018 	Amerikanska Horizon Technology med verksamhet inom miljö- och livsmedelssäkerhet förvärvas.
- 2019	Amerikanska PhyNexus och deras teknik inom biomolekyler förvärvas.

Biotages årsredovisning 2020